# Emin Ahmadov
Emin Ahmadov (n. 6 octombrie 1986, Bakı, Republica Sovietică Socialistă Azerbaidjană) este un luptător ce a reprezentat Azerbaidjan, medaliat olimpic. A participat la o ediție a Jocurilor Olimpice (2012) în care a câștigat o medalie de bronz.

## Participări
Lista de mai jos prezintă principalele competiții la care a participat Emin Ahmadov de-a lungul carierei.
- wrestling at the 2012 Summer Olympics – men's Greco-Roman 74 kg[*]